# Va'Alch'En
Va'Alch'En är en ort i Mexiko.   Den ligger i kommunen Chamula och delstaten Chiapas, i den sydöstra delen av landet, 800 km öster om huvudstaden Mexico City. Va'Alch'En ligger 2 290 meter över havet och antalet invånare är 298.
Terrängen runt Va'Alch'En är lite bergig. Runt Va'Alch'En är det ganska tätbefolkat, med 134 invånare per kvadratkilometer. Närmaste större samhälle är San Cristóbal de las Casas, 15,2 km söder om Va'Alch'En. Omgivningarna runt Va'Alch'En är en mosaik av jordbruksmark och naturlig växtlighet.